# Aeroportul Kjøllefjord
Aeroportul Kjøllefjord (IATA: QJL) este un aeroport din Comuna Lebesby, Finnmark, Norvegia ce deservește zona Kjøllefjord. A fost numit după zona deservită.
Situat la o altitudine de 100 m, aeroportul dispune de o singură pistă.